# تورو اوجیما
تورو اوجیما (انگلیسی: Toru Ojima؛ زادهٔ ۲۲ فوریهٔ ۱۹۷۶) بازیکن فوتبال اهل ژاپن است.
از باشگاه‌هایی که در آن بازی کرده‌است می‌توان به باشگاه فوتبال اوراوا رد دیاموندز و باشگاه فوتبال کاوازاکی فرونتال اشاره کرد.